# Gene Luen Yang
Gene Luen Yang (chinois simplifié : 杨谨伦 ; chinois traditionnel : 楊謹倫 ; pinyin : Yáng Jǐnlún, né le 9 août 1973) est un auteur de bandes dessinées et professeur d'informatique américain. MacArthur Fellow en 2016, il a reçu des prix Eisner dans six catégories différentes.

## Biographie
Yang est le fils d’immigrés chinois ; son père vient de Taiwan, sa mère de Hong Kong. Tout en lui instillant une forte éthique du travail[réf. nécessaire], ils ont aussi nourri son imaginaire en lui racontant beaucoup d’histoires. Yang a étudié l’informatique à l’Université de Berkeley, tout en suivant des cours d’écriture créative. À 19 ans, la lecture de Understanding Comics de Scott McCloud le fascine et le fait commencer à s'intéresser à la bande dessinée. Après ses études, Yang travaille deux ans en tant qu'informaticien, mais il quitte son travail pour devenir professeur de lycée. Dans le cadre de ses cours, Yang développe plusieurs projets où il emploie la bande dessinée comme outil d’enseignement.
Au milieu des années 1990, il fait partie du Art Night Crew, un groupe d'auteurs de bande dessinée qui se réunit chaque semaine pour discuter de leurs travaux et échanger idées et critiques. En 1996, il auto-publie son premier livre. Il développe depuis une œuvre plusieurs fois récompensées s'intéressant à différent thèmes : la religion, et en particulier le catholicisme (sa religion.), le racisme, l'image des Asiatiques aux États-Unis, l'autobiographie ou les horreurs de la guerre.
Gene Luen Yang prépare méticuleusement son travail, écrit de façon détaillée. Il s'est essayé à la tablette graphique, mais il est revenu à la planche à dessin traditionnelle. McCloud voit en Yang un maître de la surprise.

## Œuvres
- Gordon Yamamoto and the King of the Geeks, auto-publié, 1997. Bénéficiaire d’une bourse Xeric.
- The Rosary Comic Book, Pauline Books & Media, 2003.
- Loyola Chin and the San Peligran Order, Amazelink, 2004.
  - Loyola et la Société secrète, Albin Michel, coll. « Peps », 2006.
- American Born Chinese, First Second, 2006. Prix Eisner 2007 du meilleur album.
  - American Born Chinese, Dargaud, 2007.
- The Eternal Smile (scénario), avec Derek Kirk Kim (dessin), Macmillan, 2009. Prix Eisner 2010 de la meilleure histoire courte pour « Urgent Request »
  - Le Sourire éternel, Dargaud, 2010.
- Prime Baby, First Second, 2010.
- Animal Crackers, Slave Labor Graphics, 2010. Réédition de Gordon Yamamoto and the king of the Geeks et Loyola Chin and the San Peligran Order
- Level Up (scénario), First Second, 2011.
- Avatar: The Last Airbender, Dark Horse Comics :

1. The Promise, 2012.
2. The Search, 2013.
3. The Rift, 2014.

- Boxers & Saints, First Second, 2013.  (ISBN 1596439246) sur la révolte des Boxers.
- The Shadow Hero (scénario), avec Sonny Liew (dessin), First Second, 2014.
- New Super-Man. Vol. 1. Made in China (scénario), avec Viktor Bogdanovic et Richard Friend, DC Comics, 2017.  (ISBN 978-1-4012-7093-3)
- Dragon Hoops, avec Lark Pien (couleurs) First Second, 2020.  (ISBN 9781626720794)
- Shang-Chi, Marvel Comics:

1. Vol. 1 (2020-2021)
2. Vol. 2 (2021-2022)

- Batman/Superman, DC Comics
- Monkey Prince, DC Comics
- La Course contre l'amour de Valentina Trần (Lunar New Year Love Story), (illustration LeUyen Pham (en)), Gallimard, 2025  (ISBN 978-2075212731)

## Récompenses
- 2007 : Prix Eisner du meilleur album pour American Born Chinese[6]
  - Prix Michael L. Printz de l’American Library Association
  - Prix du comic book de la National Cartoonists Society pour American Born Chinese
- 2010 : Prix Eisner de la meilleure histoire courte (avec Derek Kirk Kim) pour « Urgent Request »
- 2015 : Prix Eisner du meilleur scénariste pour Avatar: The Last Airbender et The Shadow Hero
- 2016 : MacArthur Fellow[7]
- 2016 : National Ambassador for Young People’s Literature (du Children’s Book Council)[8]
- 2020 : Prix Harvey du meilleur livre pour Dragon Hoops ; du meilleur livre pour enfants ou jeunes adultes pour Superman écrase le Klan (en) (avec Gurihiru)[9]
- 2021 : Prix Eisner de la meilleure adaptation et de la meilleure publication pour enfants pour Superman écrase le Klan (avec Gurihiru) ; de la meilleure publication pour adolescents avec Dragon Hoops[10]